# Mircea Taloș
Mircea Taloș (n.  ?) este un politician român, cunoscut pentru activitatea sa în cadrul Partidului Național Țărănesc Creștin Democrat (PNȚCD) în anii '90 și începutul anilor 2000. A fost deputat în Parlamentul României în legislatura 1996–2000, ales pe listele PNȚCD în județul Bistrița-Năsăud. De-a lungul carierei sale, a ocupat funcții de conducere în partid, inclusiv cea de vicepreședinte executiv.
După o perioadă de retragere din viața politică, Mircea Taloș a revenit în prim-plan, în anul 2022 fiind ales în funcția de președinte executiv al Partidului Național Țărănesc Maniu-Mihalache (PNȚMM), o formațiune politică ce se revendică din tradiția țărănistă istorică.